# Вілямув (Здунськовольський повіт)
Вілямув (пол. Wilamów) — село в Польщі, у гміні Шадек Здунськовольського повіту Лодзинського воєводства.
Населення — 167 осіб (2011).
У 1975-1998 роках село належало до Серадзького воєводства.

## Демографія
Демографічна структура станом на 31 березня 2011 року:
|          | Загалом | Допрацездатний вік | Працездатний вік | Постпрацездатний вік |
| -------- | ------- | ------------------ | ---------------- | -------------------- |
| Чоловіки | 86      | 19                 | 53               | 14                   |
| Жінки    | 81      | 12                 | 42               | 27                   |
| Разом    | 167     | 31                 | 95               | 41                   |